# دوغ غرابر
دوغ غرابر (بالإنجليزية: Doug Graber)‏ هو مدير فني أمريكي، ولد في 26 سبتمبر 1944 في ديترويت في الولايات المتحدة.